# Ebony Kenney
Ebony Kenney (* 25. April 1978 in Fort Myers, Florida) ist eine professionelle US-amerikanische Pokerspielerin.

## Persönliches
Kenney arbeitete vor ihrer Pokerkarriere als Visagistin, Tänzerin, Dealerin, Schauspielerin und Model. Sie ist zweifache Mutter und lebt in Austin.

## Pokerkarriere
Kenney lernte das Pokerspiel Anfang der 2000er-Jahre von einem Ex-Freund. Ihre erste Geldplatzierung bei einem Live-Pokerturnier erzielte sie Mitte April 2007 im Hotel Bellagio in Paradise am Las Vegas Strip. In Pompano Beach gewann die Amerikanerin im August 2010 ihr erstes Live-Turnier in der Variante No Limit Hold’em und sicherte sich aufgrund eines Deals knapp 10.000 US-Dollar. In der 2011 und 2012 gespielten zehnten Staffel der World Poker Tour (WPT) wurde sie von der Turnierserie als eine der „Ones to Watch“ genannt, konnte sich in der Saison jedoch bei keinem Main Event in den Geldrängen platzieren. Zwischen April 2013 und September 2014 erzielte Kenney fünf Geldplatzierungen beim WPT-Main-Event. Ende Juni 2015 war sie erstmals bei der World Series of Poker (WSOP) im Rio All-Suite Hotel and Casino am Las Vegas Strip erfolgreich und kam bei der Ladies Championship in die Geldränge. Anfang Juli 2017 entschied die Amerikanerin an gleicher Stelle ein Deepstack-Event mit einer Siegprämie von knapp 35.000 US-Dollar für sich. Im Orleans Hotel & Casino am Las Vegas Strip gewann sie Mitte Oktober 2021 ein Mystery-Bounty-Turnier und erhielt aufgrund eines Deals über 40.000 US-Dollar. Bei der WSOP 2022, die erstmals im Bally’s Las Vegas und Paris Las Vegas ausgespielt wurde, erzielte Kenney ihre erste Geldplatzierung im Main Event und sicherte sich 25.500 US-Dollar. Im September 2022 spielte sie bei der Triton Poker Series im nordzyprischen Kyrenia. Die Amerikanerin belegte einen mit über 240.000 US-Dollar dotierten fünften Platz bei einem Side-Event, ehe sie auch beim 210.000 US-Dollar teuren Einladungsturnier Coin Rivet Invitational den Finaltisch erreichte. Dort wurde Kenney ebenfalls Fünfte und sicherte sich das bislang mit Abstand höchste Preisgeld ihrer Pokerkarriere von 1,7 Millionen US-Dollar.
Insgesamt hat sich Kenney mit Poker bei Live-Turnieren knapp 2,5 Millionen US-Dollar erspielt.